# Fruto prohibido

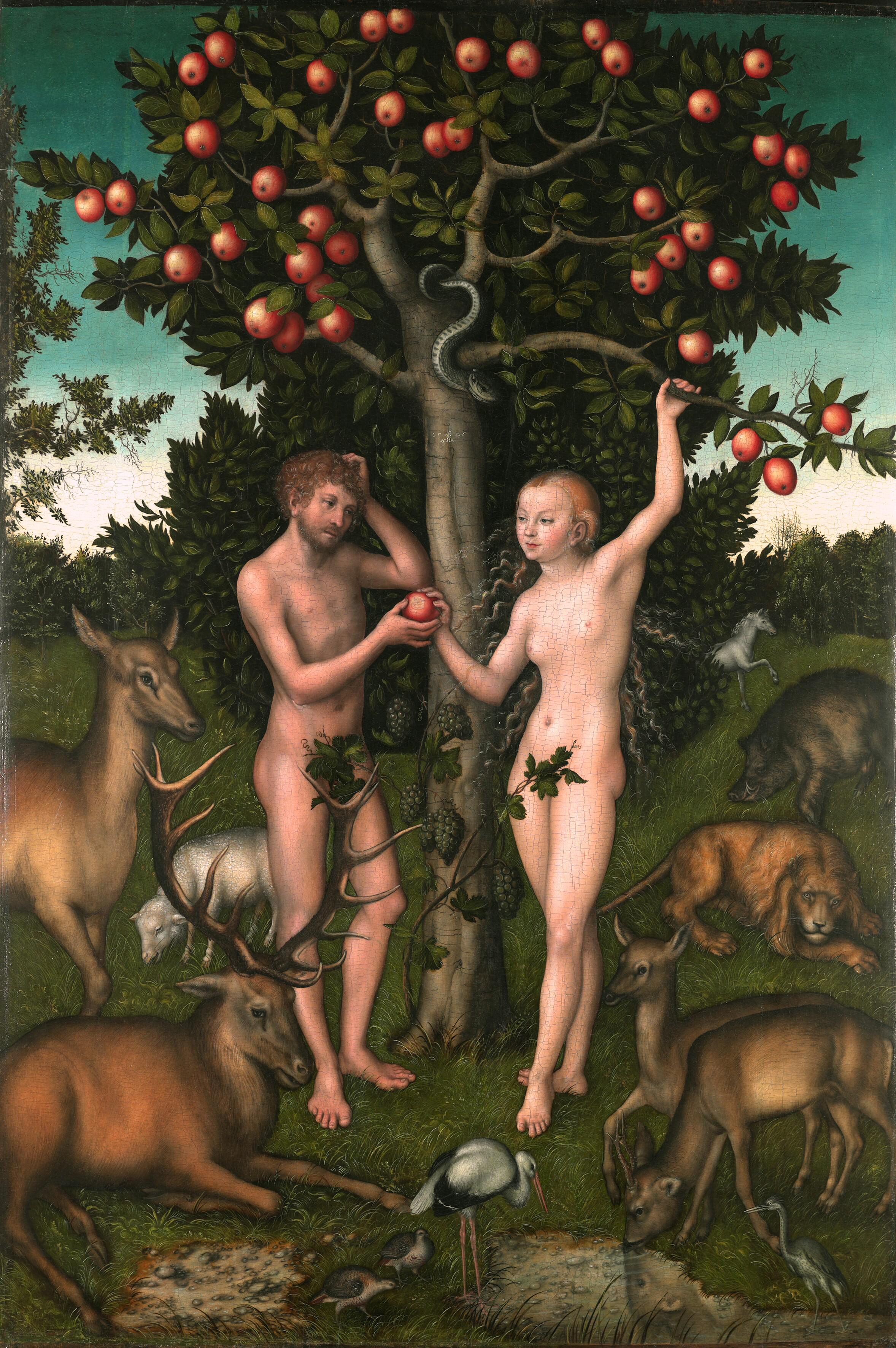
Adán y Eva, por Lucas Cranach el Viejo, 1526.

En el Tanaj (Antiguo Testamento) el fruto prohibido, es el nombre dado a un fruto que crece en el Jardín del Edén y que Dios ordena a Adán y Eva no comer. En la narración bíblica, a pesar de la advertencia divina, comen el fruto del árbol del conocimiento del bien y del mal y por ello son exiliados del Edén.

Y mandó Dios Yahveh al hombre, diciendo: De todo árbol del huerto comerás; Mas del árbol del conocimiento del bien y del mal no comerás; porque el día que de él comieres, morirás.

Como metáfora fuera de las religiones abrahámicas, la frase se refiere típicamente a cualquier indulgencia o placer que se considere ilegal o inmoral.

## Narrativa bíblica
La narración del Génesis sitúa al primer hombre y a la mujer, Adán y Eva, en el jardín del Edén, donde pueden comer el fruto de muchos árboles, pero Dios les prohíbe comer del árbol del conocimiento del bien y del mal.
En el Génesis 3, la serpiente del Jardín del Edén tienta a la mujer y esta es la que a su vez tienta al hombre.

Y la serpiente dijo a la mujer: «No moriréis con seguridad, porque Dios sabe que en el día en que comáis de ella, entonces vuestros ojos serán abiertos, y seréis como dioses, conociendo el bien y el mal.»
Génesis 3:4-5

Deseando esta sabiduría, la mujer come el fruto prohibido y da algo al hombre, que también se lo come. Se dan cuenta de su desnudez y hacen ropa de hoja de higo, y se esconden cuando Dios se acerca. Dios maldice a la serpiente, a la mujer y al hombre, y expulsa a estos dos últimos del Jardín y, por lo tanto, de la vida eterna.

## Narrativa coránica
Según el Corán, Surah Al-Araf 7:19 describe a Adán y a su esposa en el Paraíso, donde pueden comer lo que se proporciona, excepto por un árbol del que no deben comer, no sea que sean considerados Zalimun (en árabe: ظالمون;malhechores).
Surah Al-A'raf 7:20–22 describe a Shaitan (en árabe: شيطان) quien susurra a Adán y a su esposa y los engaña. Cuando saben del árbol, su vergüenza se manifiesta para ellos y comienzan a cubrirse de hojas.

Y su Señor les llamó: ¿No les prohibí a ambos de ese árbol y les dije que el Shaitan es su enemigo abierto?

— Corán 7:22

## Interpretaciones filosóficas y/o místicas del fruto

### Interpretación en la Cábala
En la Cábala, el fruto prohibido tiene una interpretación más compleja que va más allá del relato literal del Génesis. Representa la interacción entre los mundos superiores y el mundo material, así como el impacto del conocimiento en la conciencia humana.
Al respecto, la Cábala distingue entre el Árbol del Conocimiento del Bien y del Mal (Etz HaDaat Tov VeRa) y el Árbol de la Vida (Etz Chaim). El Árbol de la Vida representa la unidad divina y la conexión con la Ein Sof (la luz infinita de Dios); en cambio el Árbol del Conocimiento simboliza la dualidad, la fragmentación y la percepción del mundo a través de la polaridad (bien/mal, luz/oscuridad).
Asi, el fruto representa el principio de perdida de unidad con Dios (dualidad). Cuando Adán y Eva comen el fruto, su conciencia cambia: pasan de un estado de unidad con Dios a un estado de separación o dualidad, donde perciben la realidad a través del juicio y la división.
En la Cábala, el fruto prohibido también se asocia con el Yetzer HaRa (la inclinación al ego y el deseo) y la caída de la conciencia. Antes de comerlo, Adán y Eva vivían en un estado de armonía espiritual; después, su percepción se enfocó en lo material y en la ilusión de la separación. Desde este punto de vista, la Serpiente del Jardín del Edén (Najash) no mintió completamente cuando dijo que al comer el fruto, Adán y Eva obtendrían conocimiento y serían "como Dios", y por ello algunos sabios cabalísticos consideran que la serpiente no actuó de manera completamente independiente, sino como un instrumento del propio plan divino oculto (Sod HaBeriyá). Su función fue provocar la transición del alma humana desde un estado pasivo de inocencia hacia un estado activo de libre albedrío y evolución espiritual.
Asi, el acto de comer el fruto puede interpretarse como la primera manifestación del libre albedrío en el ser humano, pero también como el comienzo de la lucha entre el deseo espiritual y el deseo egoísta. En este sentido, el comer del fruto prohibido no es simplemente un error, sino una etapa necesaria dentro del plan divino oculto (sod) que tiene Dios para que se produzca  el viaje y evolución del alma hacia la unidad con él. Al comer el fruto, la humanidad entro en un proceso de separación y dualidad, un estado que le permite el desarrollo del libre albedrío y la evolución espiritual; ya que este viaje a través del mundo de la fragmentación (Olam HaPerudá) es esencial para que el alma crezca, experimente, y finalmente regrese a la unidad con Dios (Devekut).
En este sentido, la caída que produce al comer del fruto, no es un castigo, sino el inicio de un proceso en el que el alma, a través del conocimiento (Daat) y el trabajo espiritual, debe rectificar y elevarse nuevamente hacia la luz infinita de Dios (Ein Sof).
Asi, el ser humano, al realizar su viaje de regreso hacia la unidad con Dios, lleva de vuelta y purifica la esencia divina presente en el mundo material. Este proceso se conoce como la elevación de las chispas divinas (Birur HaNitzotzot). La caída del ser humano en el Edén intensificó esta dispersión de la esencia divina, pero al mismo tiempo creó la misión del alma: reunir y elevar esas chispas de luz divina de vuelta desde el mundo material a su fuente. Cuando el ser humano eleva las chispas divinas atrapadas en la materia, está reparando el mundo (Tikún). Este proceso de rectificación individual y colectiva es lo que permitirá, en última instancia, la restauración de la unidad con Dios.
Es por ello, que desde esta perspectiva de la Cabala, la historia del fruto prohibido no es solo una caída (y menos una historia de castigo), sino el comienzo de un propósito más grande: convertir la separación en unidad, el caos en armonía, y la materia en espíritu redimido.

### Interpretación gnóstica
A nivel filosófico en la tradición gnóstica, el fruto prohibido representa el conocimiento oculto y/o la iluminación espiritual que lleva a la conciencia de la verdadera naturaleza de la realidad. En la tradición gnóstica, el mito del Edén se reinterpreta de manera opuesta a la visión tradicional cristiana: la serpiente no es vista como un engañador maligno, sino como un portador de sabiduría que busca liberar a la humanidad de la ignorancia impuesta por el Demiurgo (una deidad imperfecta que creó el mundo material) y que no es la divinidad verdadera (el Dios incognoscible o el Uno) que habita en la realidad suprema (Pleroma).
Desde esta perspectiva gnóstica, el comer del fruto del Árbol del Conocimiento no fue una trampa ni una transgresión, sino un símbolo del despertar espiritual. Comerlo significa acceder al gnosis (conocimiento divino) y reconocer la diferencia entre la ilusión del mundo material (conocida como Maya en el hinduísmo) y la verdad trascendental de la realidad última. Sin embargo, este despertar también conlleva una expulsión simbólica del "paraíso" de la ignorancia, enfrentando al individuo con el sufrimiento y la lucha por la verdad para poder obtener la gnosis y volver a unirse al Pleroma.

## Identificaciones y representaciones físicas del fruto
La palabra fruto aparece en hebreo como פֶּ֫רִי (p. En cuanto a qué fruto puede haber sido el fruto prohibido del Jardín del Edén, las posibilidades incluyen manzana, uva, granada, higo, algarrobo, etrog o citrón, pera y setas. El Libro de Enoc describe el árbol del conocimiento: "Era como una especie del árbol de Tamarindo, dando fruto que se asemejaba a uvas extremadamente finas; y su fragancia se extendió a una distancia considerable. Exclamé: ¡Qué hermoso es este árbol, y lo encantador que es su apariencia!" (1 Enoc 31:4).
En la tradición islámica, el fruto se identifica comúnmente con trigo o con vid.

### Manzana
En Europa occidental, el fruto era a menudo representado como una manzana. Esto fue posiblemente debido a un malentendido de – o un juego de palabras en – m'lum, un sustantivo latino nativo que significa mal (del adjetivo malus), y m'lum, otro sustantivo latino, tomado del griego μῆλον, que significa manzana. En la Vulgata, Génesis 2, 17 describe el árbol como de ligno autem scientiae boni et mali : "pero del árbol [literalmente madera] del conocimiento del bien y del mal" (mali aquí es el genitivo de malum).
La laringe, específicamente la prominencia laríngea que une el cartílago tiroideo, en la garganta humana es notablemente más prominente en los hombres y por lo tanto se llamó una manzana de Adán, de una noción de que fue causada por la fruta prohibida que se atasca en la garganta de Adán mientras se la tragaba.

### Uva
Meir Baal HaNess dice que la fruta era una uva, hecha en vino. El Zohar explica de manera similar que Noé intentó (pero fracasó) rectificar el pecado de Adán usando vino de uva para propósitos sagrados. El midrash de Bereishit Rabah afirma que el fruto era uva, o uvas exprimidas (quizás alusivas al vino). El capítulo 4 de 3 Baruch, también conocido como el Apocalipsis griego de Baruch, designa el fruto como la uva. 3 Baruch es un texto del primer al siglo III que es cristiano o judío con interpolaciones cristianas.

### Higo
La Biblia dice en el libro del Génesis que Adán y Eva habían hecho su propia ropa de hoja de higo: "Y los ojos de ambos se abrieron, y sabían que estaban desnudos; y cosieron hojas de higo juntas, y se hicieron fajas". El rabino Nehemiah apoya la idea de que el fruto era un higo, ya que fue a partir de hojas de higo que Dios hizo vestiduras para Adán y Eva al expulsarlos del Jardín: "Por lo que se hicieron bajos fueron rectificados." Dado que la higuera es un símbolo de larga data de la sexualidad femenina, disfrutó de una carrera como suplente favorito de la manzana como la fruta prohibida durante el Renacimiento italiano. Miguel Ángel lo representa como tal en su fresco de obra maestra en el techo de la Capilla Sixtina.

### Granada
Los defensores de la teoría de que el Jardín del Edén estaba ubicado en algún lugar de lo que ahora se conoce como Oriente Medio sugieren que el fruto era en realidad una granada, una planta autóctona de Irán al Himalaya y cultivada desde tiempos antiguos. La asociación de la granada con el conocimiento del inframundo tal como se proporciona en la leyenda griega antigua de Perséfone también puede haber dado lugar a una asociación con el conocimiento del otro mundo, atando con el conocimiento que está prohibido a los mortales.

### Trigo
El rabino Judá propone que la fruta era trigo, porque "un bebé no sabe llamar a su madre y padre hasta que prueba el sabor del grano".
En hebreo, el trigo es "khitah", que ha sido considerado como un juego de palabras en "khet", que significa "pecado".
Aunque comúnmente confundido con una semilla, en el estudio de la botánica una baya de trigo es técnicamente una fruta simple conocida como cariópside, que tiene la misma estructura que una manzana. Así como una manzana es una fruta carnosa que contiene semillas, un grano es una fruta seca que absorbe agua y contiene una semilla. La confusión proviene del hecho de que el fruto de una hierba tiene una forma similar a algunas semillas.

### Seta
Un fresco en la abadía de Plaincourault del siglo XIII en Francia representa a Adán y Eva en el Jardín del Edén, flanqueando un árbol del conocimiento que tiene la apariencia de una gigantesca Amanita muscaria, una seta psicoactiva. Terence McKenna propuso que el fruto prohibido era una referencia a plantas psicoactivas y hongos, específicamente setas de psilocibina, que teorizó jugaron un papel central en la evolución del cerebro humano. Anteriormente, en un estudio bien documentado pero muy criticado, John M. Allegro propuso el hongo como el fruto prohibido.

### Banana
Existen varios defensores de la teoría que datan del siglo XIII. En la traducción de Nathan HaMe'ati del siglo XIII de la obra de Maimónides Los aforismos médicos de Moisés, el plátano se llama la "manzana del edén". En el siglo XVI, Menahem Lonzano consideró que era de conocimiento común en Siria y Egipto que el plátano era la manzana del Edén.